# أحمد آغا الدلاتي
دلى أمير أحمد آغا هو سياسي عثماني شغل منصب والي في الدولة العثمانية.

## مناصبه
تولى المناصب التالية:
- والي حلب (1751–1752)
- والي صيدا (1752–1753)